# Ист-Пойнт (Джорджия)
Ист-Пойнт (англ. East Point) — город в округе Фултон в штате Джорджия в Соединённых Штатах Америки.
Согласно данным переписи населения США 2020 года число жителей города составляло 38 358 человек.

## История
Название города происходит от железной дороги Атланта — Вест-Пойнт, так как Ист-Пойнт находится на другом конце этой дороги от города Вест-Пойнта.

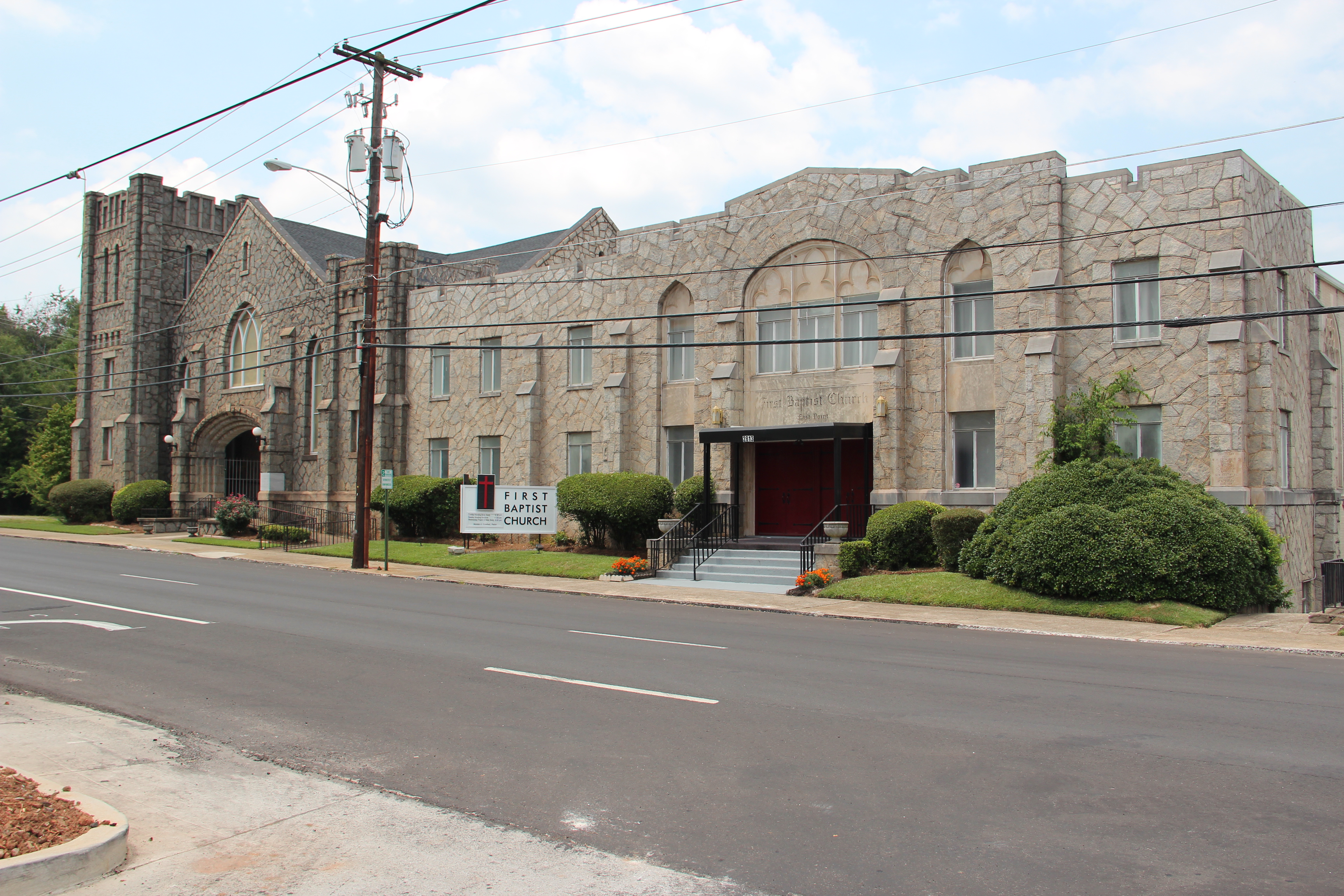
Первая баптистская церковь

Поселение было основано как конечная железнодорожная станция 16-ю семьями колонистов в 1870 году, но быстро разрослось после того, как стало привлекательным местом для развития промышленности. Вскоре оно могло похвастаться двумя мельницами и правительственным ликероводочным заводом, расположенным на Конналли Драйв.
К 1880 году в городе было две церкви, общеобразовательная школа, паровая хлопкоочистительная машина, лесопилка, почтовое отделение (основанное в 1851 году), телеграф и собственная еженедельная газета The Plow Boy. Ист-Пойнт считался центром выращивания зерна и хлопка. Благодаря приятному горному климату и близости к железной дороге он был популярным летним курортом для жителей Атланты.
В конце 2015 и начале 2016 года некоторые сцены для сериала Netflix «Очень странные дела» снимались снаружи Первой баптистской церкви (заменяя внешний вид больницы в вымышленном городе Индианы).

## География
Ист-Пойнт граничит на севере, востоке и западе с Атлантой, на юго-востоке с городом Хейпвиллом, а на юге с Колледж-Парком. Центр Атланты находится в 7 милях (11 км) к северо-востоку от центра Ист-Пойнта.
Согласно Бюро переписи населения США, Ист-Пойнт имеет общую площадь 14,7 квадратных миль (38,1 км2), из которых 0,02 квадратных мили (0,05 км2 или 0,12%) приходится на водную поверхность.